# Oldsmobile Intrigue
O  Intrigue  é um sedan de porte médio da Oldsmobile.